# Paul Reinhart (Eishockeyspieler)
Paul Gerard Reinhart (* 8. Januar 1960 in Kitchener, Ontario) ist ein ehemaliger kanadischer Eishockeyspieler, der in seiner aktiven Zeit von 1975 bis 1990 unter anderem für die Atlanta Flames, Calgary Flames und Vancouver Canucks in der National Hockey League gespielt hat.

## Karriere
Paul Reinhart begann seine Karriere als Eishockeyspieler in seiner Heimatstadt bei den Kitchener Rangers, für die er von 1975 bis 1979 in der kanadischen Juniorenliga Ontario Hockey Association aktiv war. Ursprünglich war der Verteidiger von Kitcheners Ligarivalen Peterborough Petes gedraftet worden, jedoch weigerte er sich für eine andere OHA-Mannschaft außer den Rangers zu spielen. Aus diesem Grund kam es zu einem Rechtsstreit in dessen Verlauf er zu einer Sperre von 30 OHA-Spielen verurteilt wurde. Diese wurde erst nach der Bekanntgabe eines Transfersübereinkommens zwischen Kitchener und Peterborough aufgehoben. Bei den Kitchener Rangers konnte der Linksschütze überzeugen, so dass er im NHL Entry Draft 1979 in der ersten Runde als insgesamt zwölfter Spieler von den Atlanta Flames ausgewählt wurde. Für diese gab er in der Saison 1979/80 sein Debüt in der National Hockey League. In seinem Rookiejahr erzielte der Kanadier dabei in 79 Spielen neun Tore und gab weitere 38 Vorlagen.
Als das Franchise der Atlanta Flames 1980 ins kanadische Calgary umgesiedelt wurde, gingen auch die Transferrechte Reinharts an Atlantas Nachfolgeteam Calgary Flames über, für die er bis 1988 insgesamt acht Jahre lang auf dem Eis stand. Am 6. September 1988 wurde der zusammen mit Steve Bozek im Tausch gegen ein Drittrundenwahlrecht für den NHL Entry Draft 1989 an die Vancouver Canucks abgegeben, bei denen er 1990 im Alter von 30 Jahren seine Karriere beendete. Anlässlich des Heroes of Hockey Game, welches im Rahmen des NHL All-Star Games stattfand, schnürte er 2001 noch einmal die Schlittschuhe.

## Erfolge und Auszeichnungen
- 1981 Silbermedaille beim Canada Cup
- 1982 Bronzemedaille bei der Weltmeisterschaft
- 1983 Bronzemedaille bei der Weltmeisterschaft
- 1985 Teilnahme am NHL All-Star Game
- 1989 Teilnahme am NHL All-Star Game
- 2001 Teilnahme am Heroes of Hockey Game